# Posidonia ostenfeldii
Posidonia ostenfeldii är en enhjärtbladig växtart som beskrevs av Cornelis den Hartog. Posidonia ostenfeldii ingår i släktet Posidonia och familjen Posidoniaceae. IUCN kategoriserar arten globalt som livskraftig. Inga underarter finns listade.